# Abdullah Bukvica
Abdullah-beg (event. jen Abdulah) Bukvica (1881 Rogatica, Bosna a Hercegovina – 6. října 1969 Brčko, Socialistická federativní republika Jugoslávie) byl bosenskohercegovský lékař a politik bosňáckého původu. Rodné příjmení je někdy uváděno ve tvaru Bukovača nebo Bukvić.

## Život
Narodil se do majetné a vlivné muslimské rodiny z východní Bosny. Nejstarším dochovaným předkem rodu je Mustafa-paša Bukvica, muháfiz (kastelán) ve Zvorniku, který byl pohřben v obci Prača a dodnes se zachovala jeho hrobka (turbe). Abdullahův praděd Fetah-beg sídlil v obci Bukvica u Prači, kde zemřel a byl pochován, a děd Smail-beg pak v nedaleké vsi Bare. Smail-beg přivedl na svět jediného syna Ahmet-bega (1854–14. 11. 1926), krátce nato se celá rodina přestěhovala do města Rogatica. Ahmet-beg sloužil v zemské vojsku a brzy získal správu nad rozsáhlým rodovým majetkem, který se táhl od Rogatice a Foči přes Novi Pazar k dnešní Kosovské Mitrovici. Po vykonání pouti do Mekky roku 1889 se stal starostou Rogatice a tento post zastával následující čtyři desetiletí až do své smrti. Na přelomu 19. a 20. století Ahmet-beg podpořil boj bosenskohercegovských muslimů o školskou a náboženskou autonomii. Ahmet-beg se oženil s Azeminou Škaljić, s níž měl čtyři syny, Smail-efendiju (1874–1922), Mustafa-efendiju (1878–1929), Muhamed-bega (1885–1916) a Abdullah-bega. První dva synové se vydali na duchovní dráhu, oba vystudovali medresu a Šarí‘atskou soudní školu v Sarajevu. Muhamed vystudoval střední technickou školu v Sarajevu (1907) a působil jako geometr.
Abdullah-beg navštěvoval základní školu v Rogatici a Vyšší gymnázium v Sarajevu. Po vykonání maturitní zkoušky roku 1902 se zapsal na studia lékařství ve Vídni. Promoval roku 1908, nato dva roky vykonával praxi v Zemské nemocnici v Sarajevu. Roku 1910 byl umístěn do nemocnice v severobosenském městě Brčko.
Za první světové války byl povolán do vojska. Roku 1916 se nakazil tyfem a téměř ztratil sluch, nicméně to mu nebránilo dále vykonávat lékařskou praxi. V Brčku se rovněž podílel na rozvoji humanitárních aktivit, soustavně pomáhal lidem bez domova, od roku 1924 do konce druhé světové války nadto vedl místní pobočku Červeného kříže. V této době hojně publikoval osvětové články v muslimských časopisech Novi behar (Nový květ) a Glasnik (Věstník) Islámského společenství a kalendáři Narodna uzdanica (Lidová opora). Podílel se i na společenských aktivitách muslimského studentského podpůrného spolku Narodna uzdanica (Lidová opora).
Mezi lety 1927 a 1945 byl členem Vakufského sněmu Islámského společenství v Bosně a Hercegovině, spravujícím rozsáhlý majetek islámských nadací a islámské školství v Bosně a Hercegovině. Činný byl též politicky; krátce po Veliké válce vstoupil do nově vzniklé Jugoslávské muslimské organizace, za niž byl poté třikrát zvolen poslancem do parlamentu Království Srbů, Chorvatů a Slovinců (1923, 1925 a 1927). Parlament byl rozpuštěn po vyhlášení královské diktatury roku 1929.
Roku 1945 byl zatčen novým komunistickým režimem a obžalován za spolupráci s fašistickým režimem ustašovců v Nezávislém státě Chorvatsko, jehož součástí byla mezi lety 1941 a 1945 i Bosna a Hercegovina. Ve věznicích v Zenici a Tuzle strávil čtyři roky. Dalších několik let byl zbaven občanských práv. Od návratu z vězení působil jako podnikový lékař na železnici.
Abdullah-beg se roku 1912 oženil s Avnijou Ćerimagić (1893–1964) z Orašja. Manželství zůstalo bezdětné, a tak společně po druhé světové válce adoptovali tři válečné sirotky. Abdullah-beg zesnul 6. října 1969 a hned druhého dne se uskutečnil pohřeb se zádušní mší, kterou vedl reisu-l-ulema Islámského společenství v Jugoslávii Sulejman-efendija Kemura.